# كأس الإنتركونتيننتال 1970
كأس الإنتركونتيننتال 1970 (بالإنجليزية: 1970 Intercontinental Cup)‏ هو الموسم 11 من كأس الإنتركونتيننتال. أقيم خلال الفترة 26 أغسطس 1970م وحتى 9 سبتمبر 1970م، وفاز فيه فاينورد.